# Rialp
Rialp település Spanyolországban, Lleida tartományban. Rialp La Guingueta d’Àneu, Llavorsí, Soriguera, Sort és Espot községekkel határos. Lakosainak száma 664 fő (2024).

## Népesség
A település népessége az utóbbi években az alábbiak szerint változott:
| Lakosok száma | 597  | 1065 | 822  | 754  | 420  | 612  | 656  | 667  | 661  | 664  |
|               | 1717 | 1887 | 1936 | 1960 | 1986 | 2004 | 2009 | 2014 | 2019 | 2024 |